# حسن مظهر (ممثل)
حسن مصطفى مظهر (17 نوفمبر 1980 – 27 يناير 2025) ممثل مصري.

## مسيرته الفنية
بدأ مظهر التمثيل في سن مبكرة في مسلسل ليالي الحلمية الجزء الرابع عام 1992، ثم في فيلم حرب الفراولة بعد سنتين، وآخر أعماله كان أمواج تحت السطح عام 2006.

## وفاته
توفي مظهر في 27 يناير 2025 بعد معاناته الطويلة مع مرض التصلب الضموري.

## أعماله
- ليالي الحلمية الجزء الرابع (1992)
- حرب الفراولة (1994)
- الجراج (1995)
- امرأة وخمسة رجال (1997)
- القبطان (1997)
- جواز على ورق سوليفان (1998)
- أمواج تحت السطح (2006)

## وصلات خارجية
- ممثل مصري على موقع قاعدة بيانات الأفلام العربية